# (33031) 1997 RX
1997 أر أكس (ويعرف أيضًا باسم (33031) 1997 أر أكس وفق تسمية الكوكب الصغير) (بالإنجليزية: 1997 RX)‏ هو كويكب ضمن حزام الكويكبات؛ وترتيبه 33031 من حيث الاكتشاف.
اكتُشف هذا الجُرم الفلكي بواسطة ماورا تومبيلي ‏ في 1 سبتمبر 1997.

## وصلات خارجية
- (33031) 1997 RX في قاعدة بيانات مختبر الدفع النفاث لأجرام النظام الشمسي الصغيرة

- الاكتشاف · مخطط المدار ·  العناصر المدارية · المعلمات المادية

- (33031) 1997 RX على موقع ويكي سكاي: DSS2, SDSS, GALEX, IRAS, Hydrogen α, X-Ray, Astrophoto, Sky Map, Articles and images